# دنیس آکرس، میسوری
دنیس آکرس (به انگلیسی: Dennis Acres) یک روستا (ایالات متحده آمریکا) در ایالات متحده آمریکا است که در شهرستان نیوتون، میزوری واقع شده‌است.
 دنیس آکرس ۰٫۱۱ کیلومتر مربع مساحت و ۷۶ نفر جمعیت دارد و ۳۲۱ متر بالاتر از سطح دریا واقع شده‌است.